# Ralph Keeling
Ralph Franklin Keeling (nascido em 1959  ) é professor da Scripps Institution of Oceanography .  Ele é o investigador principal do Grupo de Pesquisa de Oxigênio Atmosférico da Scripps e é o diretor do programa Scripps CO  , o programa de medição por trás da curva de Keeling , que foi iniciado por seu pai Charles David Keeling em 1958.  Ralph Keeling desenvolveu instrumentos e técnicas precisos para a medição de oxigênio atmosférico e CO  antropogênico no oceano e para a análise de sumidouros de carbono terrestre e oceânico.

## Educação
Ralph Keeling, um dos cinco filhos de Charles David e Louise (Barthold) Keeling, cresceu em Del Mar, Califórnia .  Ralph Keeling recebeu um BS em física pela Universidade de Yale em 1979.  Ele recebeu um Ph.D. em física aplicada pela Universidade de Harvard em 1988 para desenvolver uma nova técnica para a medição precisa do oxigênio atmosférico.

## Pesquisa
Ralph Keeling desenvolveu seu primeiro instrumento científico, um interferômetro de medição de luz para a medição precisa do oxigênio atmosférico, como parte de seu Ph.D.  Em 25 de outubro de 1986, Keeling desenvolveu um protótipo funcional, uma caixa de aço inoxidável com cerca de dois metros de altura e uma frente de vidro.  Dentro da caixa, feixes de luz brilham através das moléculas de gás das amostras de ar.  O interferômetro de Keeling mede a velocidade da luz em diferentes comprimentos de onda e determina a composição específica do ar e seu conteúdo de oxigênio com base em pequenas variações de velocidade.  O instrumento de Keeling foi capaz de medir o oxigênio em um nível muito mais preciso do que qualquer coisa criada anteriormente, detectando diferenças de algumas moléculas por milhão.
O Analisador de Oxigênio Interferométrico de Keeling permitiu que Keeling e muitos outros estudassem a composição atmosférica, o ciclo de carbono global, a biogeoquímica oceânica, o paleoclimático e a mudança climática .  Keeling coletou dados desde 1989, levando a descobertas fundamentais sobre o ciclo do carbono.  Seus dados indicam que os níveis atmosféricos de oxigênio estão caindo, em uma curva que se assemelha ao inverso da curva de Keeling para o CO  .  No entanto, a taxa na qual os níveis de oxigênio estão diminuindo não é tão grande quanto seria esperado, dado o aumento de CO  .
Em um "estudo histórico" em 1996, Keeling demonstrou que os sumidouros de carbono terrestre e oceânico poderiam ser comparados examinando-se as pressões parciais do oxigênio atmosférico e do CO  .  Os dados de Keeling apóiam a visão de que a terra opera como um grande sumidouro de carbono.  Keeling também descobriu que a terra, árvores e plantas estão absorvendo CO2 a uma taxa maior do que eles fizeram no passado.  Embora a terra esteja liberando milhões de toneladas de CO  como resultado do desmatamento, descongelamento do permafrost e outros fenômenos relacionados ao aquecimento global, as plantas estão crescendo mais rapidamente e absorvendo mais CO  em resposta.  Essa tendência não é suficiente para conter os níveis crescentes de CO  na atmosfera, mas está diminuindo o seu aumento.
Keeling é ativo no estudo do aquecimento dos oceanos, na estratificação do oceano superior e na desoxigenação dos oceanos.  Os modelos oceânicos prevêem declínios no oxigênio e a desoxigenação significativa foi observada nos últimos cinquenta anos, tanto no Pacífico Norte quanto nos oceanos tropicais.  Keeling estudou o gelo antártico e o CO  glacial com Britton B. Stephens, modelando concentrações de CO  atmosférico durante os períodos glacial e interglacial.  Com Stephens e outros, Keeling cria hipóteses sobre processos oceanográficos que podem ter estabilizado e desestabilizado os oceanos ao longo do tempo, em particular sobre possíveis efeitos termostáticos do gelo da Antártida.  Ele estuda os padrões de circulação e circulação termohalinas no Oceano Antártico para entender melhor o aquecimento oceânico.
Keeling também está envolvido no monitoramento das emissões locais em Los Angeles, incluindo o metano .
Keeling é um forte defensor da medição contínua de fatores atmosféricos, como oxigênio e dióxido de carbono.  Ele apelou ao governo e ao público por fundos contínuos para garantir que os dados continuem sendo registrados para a Curva de Keeling e outras medidas científicas que monitoram o ar, a terra e os oceanos.  Ele também é um defensor do monitoramento aprimorado dos oceanos.

## Premios e honras
Keeling recebeu o Rosenstiel Award em 1992, foi professor visitante H. Burr Steinbach na Woods Hole Oceanographic Institution em 1998, e recebeu o Humboldt Research Award em 2009 em reconhecimento às conquistas de sua carreira.